# Carabao Energy Drink
Carabao Dang Energy Drink (in thailandese: คาราบาวแดง; RTGS: kharabao daeng; "bufalo d'acqua rosso") è una bevanda energetica lanciata nel 2002 dall'azienda thailandese Carabao Tawandang Co Ltd. Oggi è la seconda bevanda energetica più popolare in Thailandia. È il marchio principale di Carabao Tawandang in Thailandia, con una quota di mercato stimata al 21% nel 2014.
La bevanda è stata introdotta negli Stati Uniti e in Europa con il marchio Carabao, con un conseguente aumento delle vendite del marchio thailandese sulla costa occidentale degli Stati Uniti nel 2004. Le esportazioni in Cina e India sono iniziate nel 2007. Carabao è stata introdotta in Australia all'inizio del 2018.

## Produzione
A metà 2018, Carabao ha completato i lavori per la costruzione di un nuovo sito produttivo nel distretto di Bang Pakong, nella provincia di Chachoengsao. L'impianto da 8,7 miliardi di baht comprende un impianto di produzione di bottiglie di vetro, uno di lattine di alluminio e un impianto di imbottigliamento. La produzione di bottiglie aumenterà a 1,6 miliardi di bottiglie all'anno, rispetto a 1 miliardo, mentre la produzione di lattine passerà da 800 milioni a 1,5 miliardi. I piani futuri prevedono un quarto stabilimento nel sito.

## Sponsorizzazioni
Dal giugno 2015 all'estate 2019, Carabao è stato sponsor del Reading, club inglese di calcio. Inoltre, Carabao è diventato lo sponsor principale del kit di allenamento del Chelsea, club della Premier League, nell'estate del 2016.
Nel novembre 2016, Carabao ha annunciato un accordo triennale con la English Football League per diventare il title sponsor ufficiale della EFL Cup, che diventerà nota come Carabao Cup dal 2017 al 2018 fino alla stagione 2019-2020. Nel 2021, la EFL ha annunciato un'ulteriore estensione della sponsorizzazione del titolo fino al 2024.
Nel dicembre 2016, Carabao ha annunciato un accordo di sei anni per diventare sponsor del Flamengo, club del Campeonato Brasileiro Série A.
Il 28 marzo 2019, Carabao ha annunciato un accordo di sponsorizzazione con la squadra del campionato tagiko FK Khujand.